# PCN-224

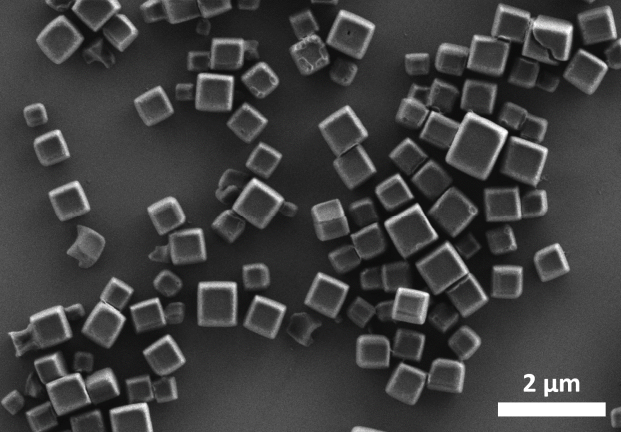
PCN-224的扫描电镜图，标尺为2 μm

PCN-224是锆和5,10,15,20-四(4-羧基苯基)卟啉（TCPP）形成的金属有机框架（MOF）之一，其结构可以表示为[Zr6O4(OH)4][TCPP]1.5，其无序变体表示为dPCN-224。它可由四氯化锆、TCPP和苯甲酸在DMF中反应得到。它的理论表面积为2985 m2/g。